# 芝山巖惠濟宮
25°06′11″N 121°31′51″E / 25.103060°N 121.530781°E
芝山巖惠濟宮，是位於臺灣臺北市士林區名山里、芝山岩上的廟宇，合併自祭拜觀音的芝山巖寺、祭拜開漳聖王的惠濟宮、祭祀文昌帝君的文昌祠，為直轄市定古蹟，亦被視作臺灣現代化教育的發祥點。

## 歷史沿革

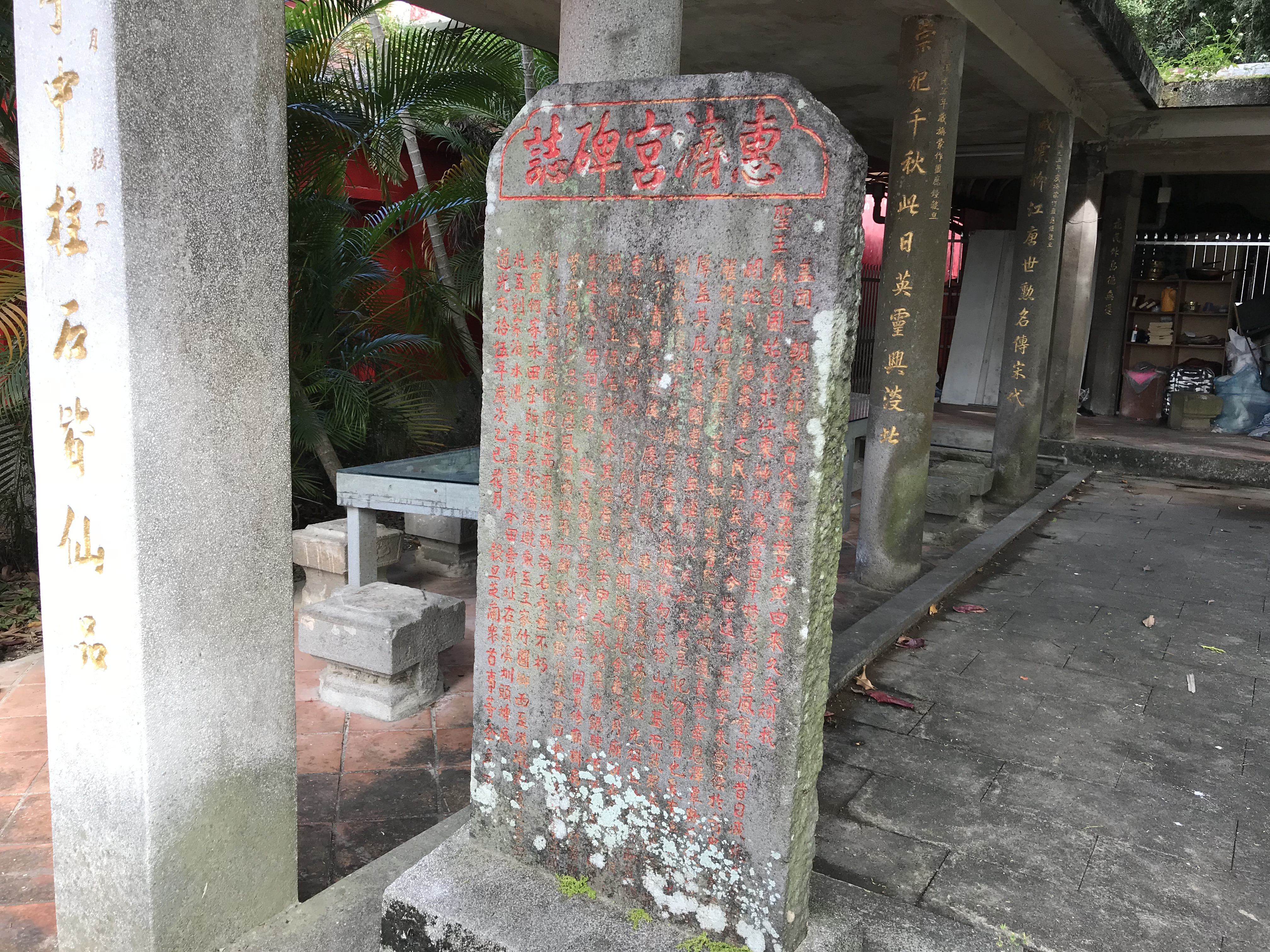
惠濟宮碑誌

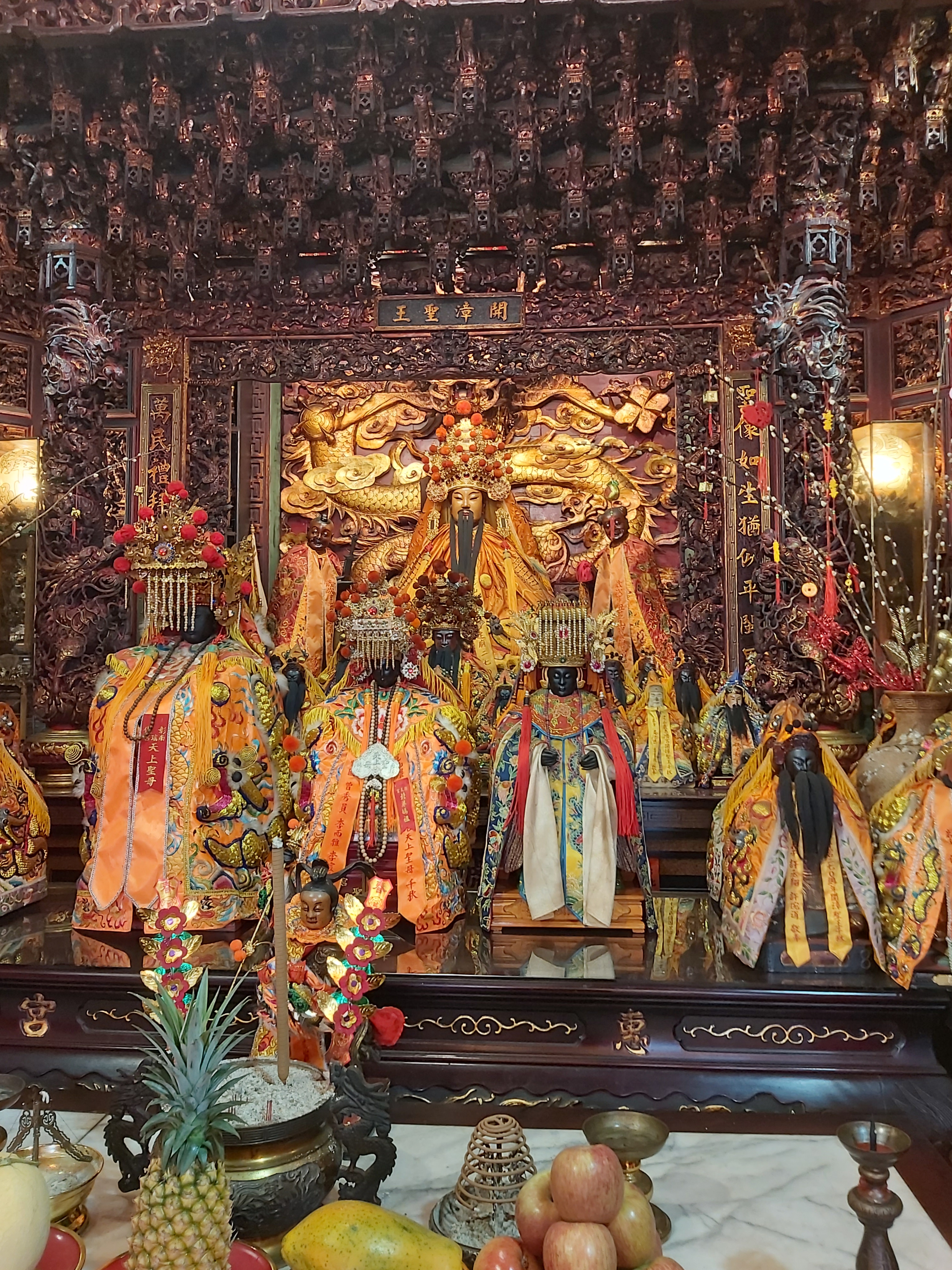
正殿開漳聖王神像

奉祀開漳聖王的惠濟宮是在乾隆十七年（1752年）在芝山岩初建，為黃文欣獻地，歷十二年後竣工。廟宇東側為崇祀觀音的芝山寺，乃乾隆五十三年（1788年）為士林居民吳慶三等捐建。清治時期，今臺北市各區遍居泉州府移民，唯士林、內湖兩區為漳州府移民所屬，鑑於當時漳泉械鬥頻繁，故漳州人多將廟宇興建於山上。士林庄一帶過去分三芝蘭、士林街、石牌仔、北山頂，開漳聖王聖誕時，廟方必舉行遶境遊行、過火等儀式。
惠濟宮在嘉慶與道光年間曾改建。道光二十年（1840年）鄉紳潘永清建文昌祠，位在惠濟宮後。該年，潘永清在此設義塾教授並於此地教書，培養潘成清、施贊隆等學子，使芝山巖成為士林文化發祥地。道光二十五年（1848年）立惠濟宮碑誌，記載開漳聖王在芝山岩保鄉衛民之神蹟，及捐款捐地、提議重建惠濟宮人士之姓名。咸豐九年（1859年）的漳泉大械鬥，漳州人大敗，退守此地。同治七年（1868年），潘永清重修惠濟宮，並與芝山巖寺、文昌帝君祠合建成芝山巖惠濟宮。光緒十六年（1890年）焚燬，十八年（1892年）重建，後又經過數次修繕。
1895年7月，臺灣總督府學務部在此廟成立芝山巖學堂，是臺灣第一所日式現代學堂，記者寫為臺灣現代教育的發祥地。當時有臺灣女子就讀。次年元旦，學堂發生六氏先生事件。耆老吳深回憶，1928年芝山岩冒出泉水，此廟才恢復鼎盛。

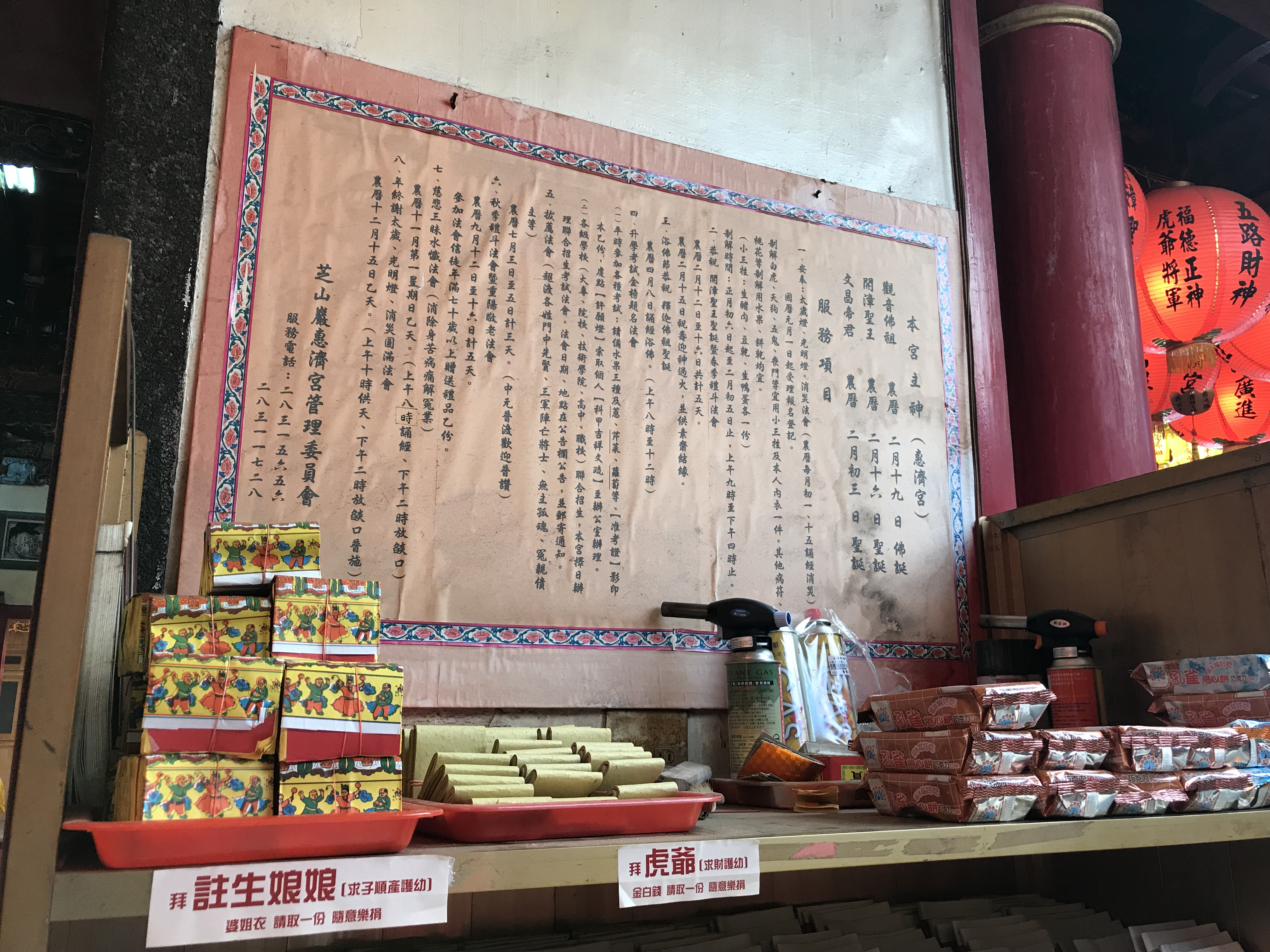
廟為觀音、開漳聖王、文昌帝君作三主神，分別以農曆二月十九、二月十六、二月初三為祭祀

1955年7月30日，士林寺廟管理委員會商討重新修建芝山岩惠濟宮、士林神農宮事宜，並成立興修士林寺廟籌備委員會。芝山岩惠濟宮因年久失修，損壞不堪，經地方士紳潘光楷、林振興、陳天錫等發動信眾捐款興建，費資新臺幣五十萬元，歷時一年，於1958年12月8日由士林寺廟會驗收完畢。約1961年至1970年間再改建。1986年12月19日晨，失竊廿尊具有百年歷史的佛像，包括十八尊羅漢佛像和山神、土地公像各一尊，均高約五十四公分並漆金身。在1987年報導時，廟方因為產權問題而一直無法辦理寺廟登記。
1995年5月12日，民主進步黨台北市議員賁馨儀向臺北市政府民政局檢舉，芝山巖惠濟宮擅自興建兩百多坪鋼筋水泥三層樓違建，破壞文化古蹟與自然景觀。民政局副局長鍾則良現場勘查後，要求民政局通知臺北市建築管理工程處盡快拆除。管理委員會主任委員何天明、常務委員潘迺雍、總幹事郭欽智等人向鍾則良、賁馨儀和李建昌等人說明，希望建管處暫緩拆除，並准予申請補照。
2016年，廟方將蓋十層樓高的電梯計畫送至臺北市文化資產審議委員會審理，引發關注。委員李乾朗指出，該電梯將下挖一至1.5公尺，由於地基多年前已經過擾動開挖，研判工程不會再影響遺址，但可能造成視覺突兀。

## 廟宇景觀

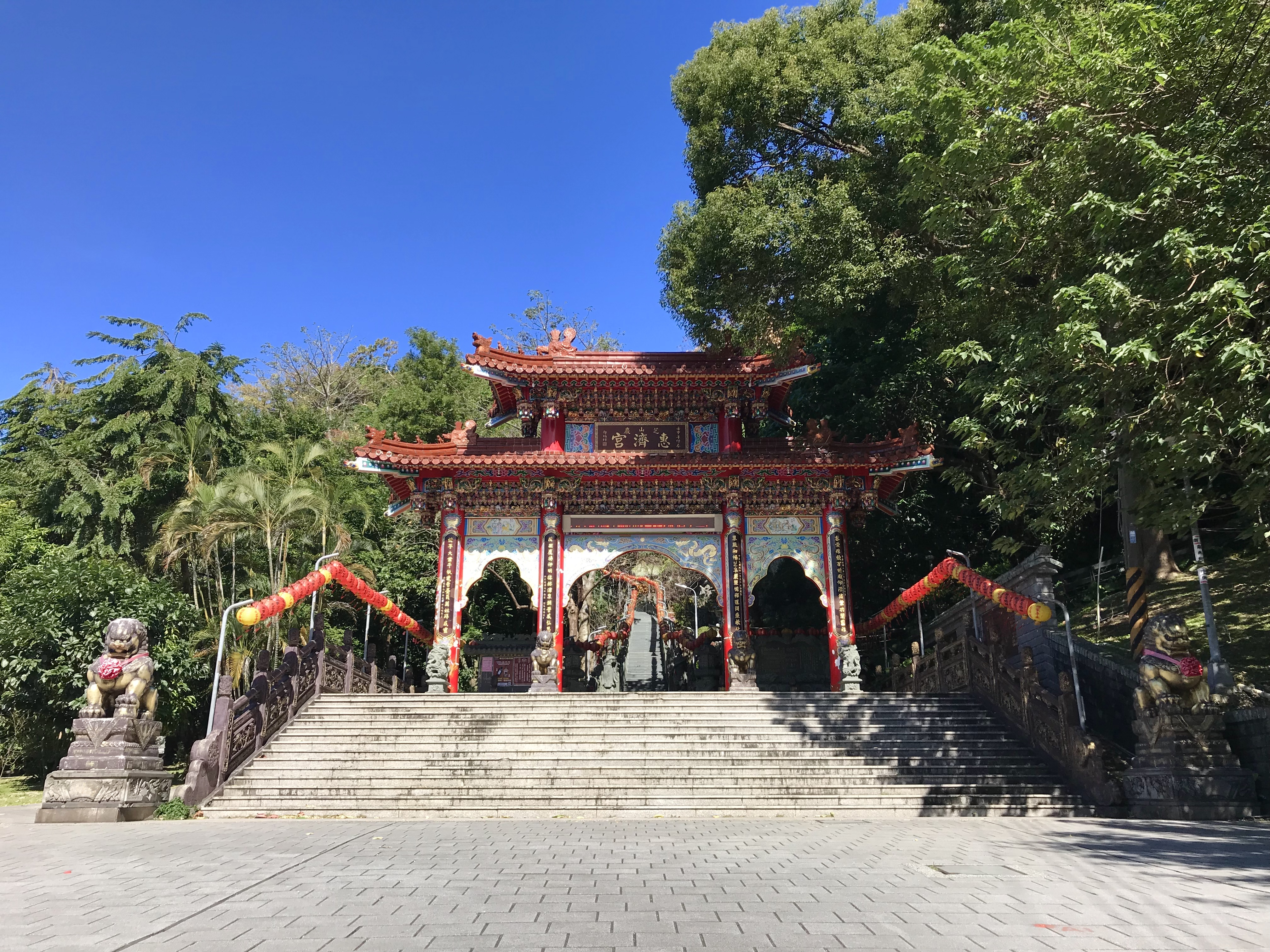
入口

西川滿在紀念潘永清而寫的《元宵記》提及自己在臺灣期間最喜歡的是士林，常帶著兒子前往，也總會去日治時期教育的發祥地芝山巖惠濟宮參拜。石川欽一郎則稱為「芝山巖寺」，對此廟的風景留下了感想。
廟位在芝山岩五十公尺小山丘上，地址是至誠路一段326巷26號，芝山岩該地屬名山里。從步道入口處往上爬，一共要經兩百二十六階才能到達廟殿。途中會經過泉井、滴水觀音，十八羅漢、三級古蹟西隘門。其中泉井曾乾枯十年，復在1959年報導時再度湧出，被民眾認為是開漳聖王顯靈，當時前來參謁者絡繹不絕。原先正殿左側有一處放生池，後移到廟外廣場的圓池中。廟旁的懷古園有多塊清朝年間石碑。 
廟宇前殿奉祀開漳聖王，後殿一樓是觀世音菩薩神像。而左房為功德堂，奉祀建廟大德，右房供奉孚佑帝君。二樓除文昌帝君塑像外，身旁站立天聾、地啞，有天機不可漏、文運不能知之意。廟方還擺有文昌筆供人祈福，會有家長帶小孩來此祈求考試順利。林衡道曾表示殿宇雖係重建，但舊殿的石柱和礎石、山川門前的舊石獅和廟宇後山大墓公旁嘉慶年間的古墓碑，都有保存價值。
士林神農宮、士林慈諴宮、芝山巖惠濟宮皆被列成古蹟，為士林三大古廟。被列為三級古蹟的芝山巖惠濟宮因大大整修，曾被古蹟專家認為已喪失古蹟意義，導致1991年10月18日由臺北市政府邀請請黃士強、連照美、徐裕健、楊仁江、閻亞寧及薛琴多位教授討論因應之道，決定委託華梵工學院建築系進行緊急搶修西廂。
後殿修復時以木結構取代整建水泥構，受到1999年4月19日會勘此廟、臨濟護國禪寺、及士林慈諴宮的學者肯定。
2020年由被列為桃園無形文化資產保存者的徐明河整修廟頂。

## 普渡活動

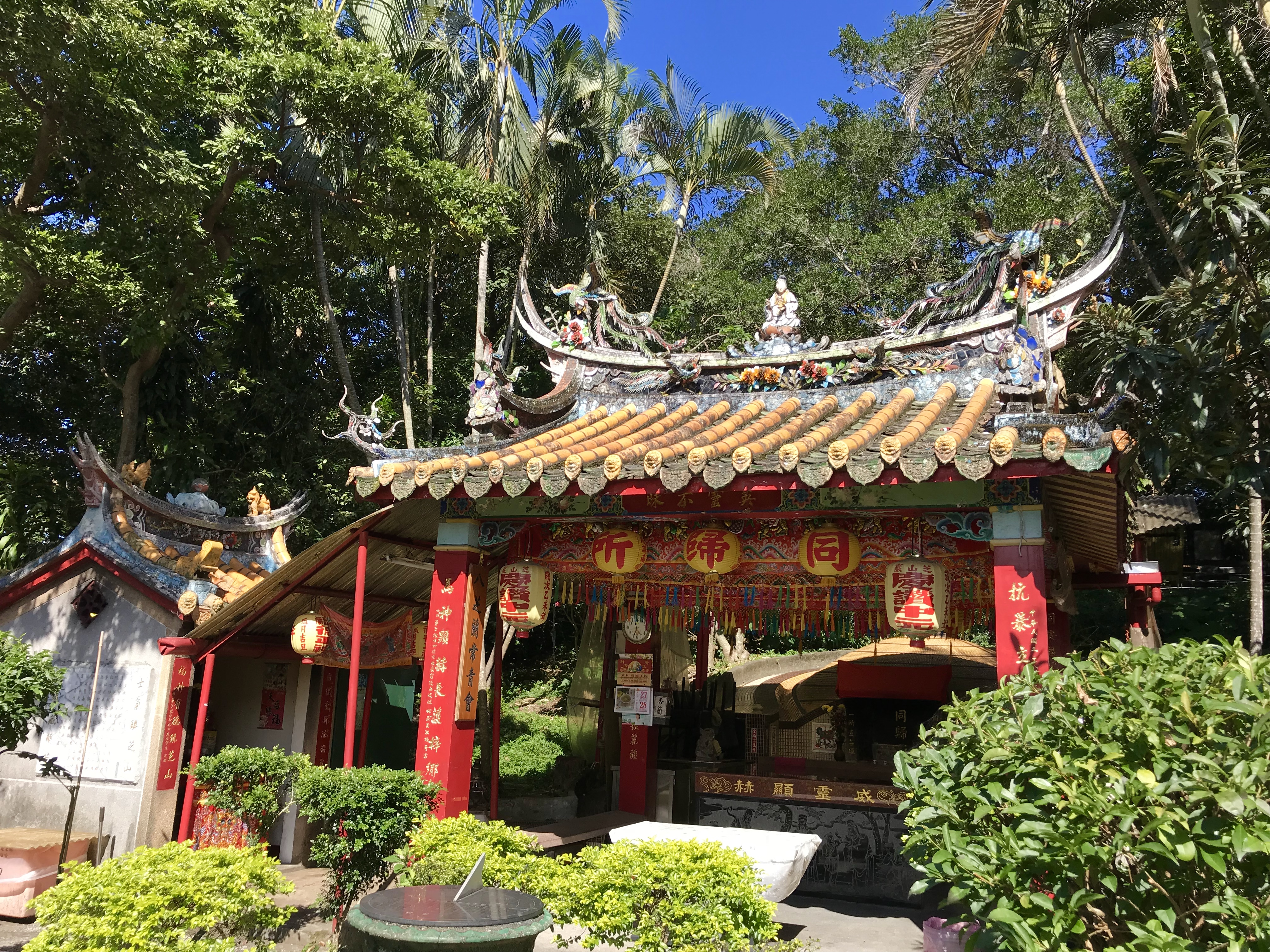
芝山岩同歸所

宜蘭《黃氏族譜》記載乾隆年間在芝山岩上的泉漳械鬥：「當時係與泉人戰亡。乾隆間，漳、泉分黨亂，漳人多避於八芝蘭林石角之圓山上。泉人環攻之，乘漳人窘時，佯言曰：『凡下山髮辮相紐者，視為平人，皆勿殺。』於是漳人囗囗者，多相紐髮下山，泉人皆殺之。」
咸豐年間，七星郡一帶的漳州人常與艋舺的泉州人械鬥，造成大量死傷，屍骸四處可見，地方百姓身心不寧。當時的山頂、石牌、街仔（今士林夜市鄰近）、三芝蘭等的四角頭，為了安撫亡靈發起普渡，但日期不一、地點又分散，地方上依然不平靜，鄉人開始懷疑是普渡的力量分散，遂建議統一在每年的中元節由各角頭輪值主持，聯合盛禮祭拜，此後地方上逐漸平靜。早期聯合在芝山岩惠濟宮舉行，因山上也有一座大墓公，後來重修的時候被掛上一個「同歸所」的新匾。不過，由於山上祭品搬運不易，開闢士林新街的潘家舉人，改向街上的士林慈諴宮借場地，作為臨時普渡場所。當日，民眾會偕同道士備妥線香、銀紙、牲禮、餅果等，分別前往銘傳大學邊的萬魂塔、內雙溪萬魂塚、陽明山第一公墓萬魂塚、舊街萬魂塚、芝山岩大墓公等地開墓門。
地方上對四角頭輪流普度活動流傳著一個順口溜：「士林街，普電火；石牌仔，普紅龜粿；山頂，普豬公尾；湳雅，普傢伙」。地方年長者解釋說：早期只有士林街區較熱鬧，因此用電燈多來形容；石牌一帶種植稻米，米糧多，所以普渡用紅龜粿也滿貼切的；從前陽明山上很多人家養豬，因此順口溜也反映當時特色；至於說湳雅普傢伙（家產），代表當地有錢人多的意思。
原本祭拜地點分散、日期不一，自2006年起眾里長決議之後每年統一在芝山巖惠濟宮舉辦。廟方主委林金聰表示，本廟成為活動舉辦地點，主要是因當年漳泉械鬥時為作戰重要聚點，因此成為屍首最多與匯聚骨骸地。
在七月初時，廟方會開啟廟附近的同歸所，一個月內都會有不同的法事，如大戲等活動。七月十四時舉行放水燈以請水中亡靈上岸，次日下午則是舉行尋孤邀請陸地鬼魂，至中元節晚上就是「水陸同歡」的放焰口。月底，最後時關鬼門。

## 風水傳說
相傳建廟原因是漳州人由故鄉帶來開漳聖王香火掛在樹上，鄉民因每次祈求靈驗而立廟。
傳說若能從艋舺龍山寺後方看見芝山巖惠濟宮、前方中和慈雲巖的燈火，則萬華即傳出失火。後來信奉艋舺龍山寺的泉州人摧毀慈雲巖，之後板橋林家林國芳在板橋重建，即今日的板橋接雲寺。
1979年，台北市文獻委員會訪問幾位耆老，採集了數個關於此廟的香火曾衰退的風水傳說。其一，芝山巖惠濟宮的廟址曾頗高，樓上可以遙望泉州人的艋舺，傳說每月十五掛起琉璃燈，艋舺便會發生火災，於是泉州人根據地理師的意見，在艋舺龍山寺開蓮花池，又買通改築惠濟宮的地理師，將地基放低，從此艋舺不再失火，但惠濟宮香火衰微。其二，耆老吳深回憶，小時候聽大人說，挖掘惠濟宮的地基時，發現許多原是地靈表徵的生蜆，造成香火轉趨冷清。其三，吳深還說泉州人某夜到惠濟宮附近的坎仔腳，破壞一尊石馬後匆忙向東溜走，因看不清楚路，都掉到河淹死。

## 外部連結
- 芝山巖惠濟宮的Facebook專頁